# San Donato di Lecce
San Donato di Lecce là một đô thị và thị xã của Ý. Đô thị này thuộc tỉnh Lecce trong vùng Apulia. San Donato di Lecce có diện tích km2, dân số theo ước tính năm 2005 của Viện thống kê quốc gia Ý là người. 
Các đơn vị dân cư:
Đô thị San Donato di Lecce giáp với các đô thị: